# Ronald Zinn
Ronald Lloyd Zinn (ur. 10 maja 1939 w Peorii, zm. 7 lipca 1965 w Sajgonie) – amerykański lekkoatleta, chodziarz.

## Życiorys
Ukończył studia w Akademii Wojskową USA w West Point. Walczył w wojnie wietnamskiej w składzie 173 Brygady Powietrznodesantowej w stopniu porucznika. Zginął w bitwie koło Sajgonu.

## Kariera
Zajął 19. miejsce w chodzie na 20 kilometrów na igrzyskach olimpijskich w 1960 w Rzymie.
Na igrzyskach panamerykańskich w 1963 w São Paulo zdobył brązowy medal w tej konkurencji.
Na igrzyskach olimpijskich w 1964 w Tokio zajął 6. miejsce w chodzie na 20 kilometrów z czasem 1:32:45. Był to również jego rekord życiowy.
Zinn był mistrzem Stanów Zjednoczonych (AAU) w chodzie na 5000 metrów (na bieżni) w latach 1961–1964 oraz w chodzie na 20 kilometrów (na szosie) w 1961 i 1962. Zdobył także halowe mistrzostwo USA w chodzie na 1 milę w latach 1961–1963 i 1965.